# Проспект Свободи (Дніпро)
Проспе́кт Свобо́ди — центральна вулиця Нового Кодаку — стародавнього козацького паланкового міста, а нині західного району Дніпра на правому березі річки Дніпро, у Новокодацькому районі. Простягається паралельно Дніпру зі сходу на захід вздовж усій довжині Нового Кодаку, завдовжки 3100 м.

## Історія
Проспект Свободи у давнину був частиною подніпровського шляху з Києва на Крарійську переправу й далі на Крим та східні степи.
У 1929 році мав назву — Широка вулиця.

## Забудова
Проспект починається від промислової вулиці Ударників й у Діївці продовжується Великою Діївською вулицею.
В центрі Нового Кодаку проспект Свободи перетинається шляхопроводом з Новокодацького мосту — Кодацьким шляхом, що розбудовується на південь до Київського й Криворізького в'їзду до міста (нині —  семінарський храм  Святих Петра і Павла Православної церкви України).
В центрі Нового Кодаку (на проспекті Свободи, 67) — колишня будівля Будинку культури імені Леніна Дніпровського металургійного заводу й колишній кінотеатр імені Петровського, який був відкритий у 1957 році поблизу заводу імені Петровського (нині —  Дніпровський металургійний завод), директор якого Петро Савкін був ініціатором будівництва. Клубна діяльність Палацу культури почалась значно раніше. У 1898 році був створений драматичний гурт при заводі Брянцева. У 1920-х роках побудований клуб літейного цеха заводу імені Леніна.
Палац культури мав свій театральний блок з малою сценою. Великий концертний зал на 478 місць, дискозал, великий та малий танцювальні зали та п'ять кімнат для творчих колективів. Тоді у Палаці працювало близько 20 творчих гуртів художньої самодіяльності (наразі в його приміщеннях постійно діють декілька творчих колективів). З 2009 по 2011 роки Палац культури був зачинений. Монументальна будівля не є пам'ятником архітектури, проте є історичною будівлею та потребує капітального ремонту. Нині в будівлі розташований культурно-досуговий комплекс «Кодацький».
Проспект забудований переважно одноповерховими будівлями сторічної давнини. На початку останньої третини проспекту Свободи, що означена перехрестям з вулицею Панаса Мирного, розташована Новокодацька  (колишня — площа Дзержинського) й призаводська площа у проходної ДЕВЗ. Район площі забудований «хрущовками» по периметру. Наприкінці проспекту з правої сторони у 1990-ті роки був забудований багатоповерхівками, що відносяться до мікрорайону «Червоний Камінь».

## Будівлі
- № 2 — покинута Сірковододнева лікарня.
- № 59 — Культурно-дозвільний комплекс «Кодацький» — колишній Палац культури трубопрокатного заводу імені Леніна (1957 року побудови), типовий проєкт архітектора К. Барташевича на 530 місць, Театр Чародій.
- № 89-Б — Семінарський храм святих Петра і Павла Православної церкви України (колишній — кафедральний собор  Української православної церкви Київського патріархату), колишній кінотеатр імені Петровського
- № 136 — Дніпровський воєнізований гірсько-рятувальний загін,
- № 147 — вечірня (змінна) середня загальноосвітня школа № 11.
- № 187 — електромеханічна служба «Дніпровського метрополітену».
- № 218 — середня загальноосвітня школа № 88,
- вулиця Орбітальна, 13) — НВО «Електровозобудування» (ДЕВЗ).
- № 222 — клуб «Електровозобудування» (ДЕВЗ).

## Перехресні вулиці
- вулиця Василя Мазова
- вулиця Академіка Белелюбського
- Кодацька вулиця
- провулок Металургів
- вулиці Водограю
- провулок Кіріна
- вулиця Йосипівська
- провулок Лемешева
- Ризький провулок
- Педюменський провулок
- 1-й Проїзний провулок
- Лубенська вулиця
- вулиця Марії Грінченко
- Кодацький шлях
- вулиця Кахівка
- Фортечна вулиця
- вулиця Байдаківська
- вулиця Деревлянська
- вулиця Старий Вал
- Нагірний провулок
- вулиця Семена Бардадима
- вулиця Посполита
- вулиця Ганни Барвінок
- вулиця Панаса Мирного
- Новокодацька площа
- вулиця Кобзарська
- вулиця Старої Межі
- вулиця Новокодацька
- Чорноморський тупик
- провулок Свободи
- вулиця Чорноземна
- Велика Діївська вулиця

## Транспорт
Проспектом прокладена трамвайна лінія маршрутів № 18 й 19 у райони Фабрика, Кам'янка й Лівобережний, які були відкриті з можливим  будівництвом Кайдацького мосту й радянському проєкту «Дніпровського швидкісного трамваю». До 2003 року проспектом курсував трамвайний маршрут № 3 з Половиці (Центру) через Фабрику на Новий Кодак, який був прокладений ще до Жовтневого перевороту. 
Під проспектом Свободи, у його західній частині прокладена Центрально-Заводська лінія метрополітену, на якій розташована станція метро «Проспект Свободи», на Новокодацькій площі.
Частиною проспекту курсують автобусні маршрути.

## Світлини

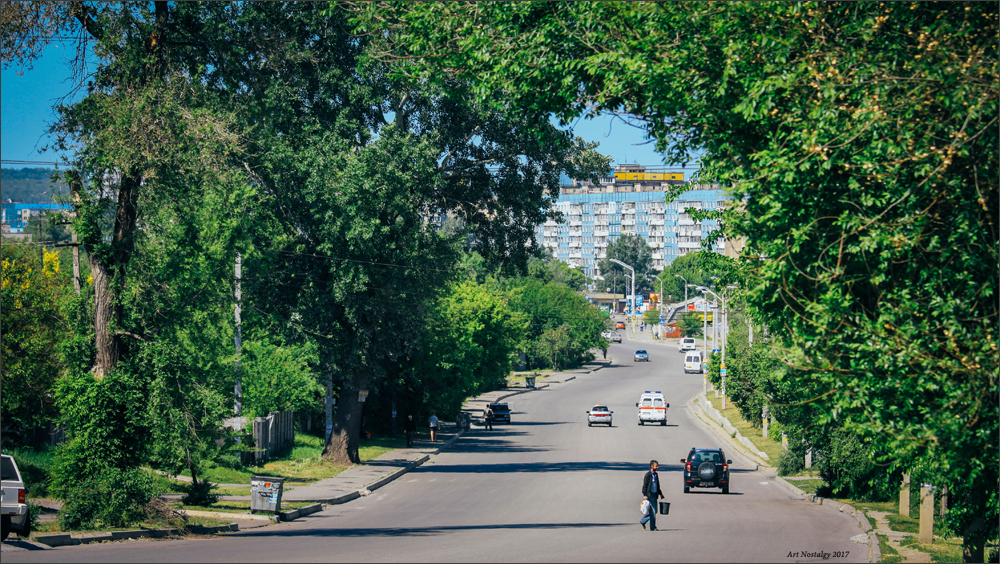
Проспект Свободи в районі мікрорайону «Червоний Камінь»
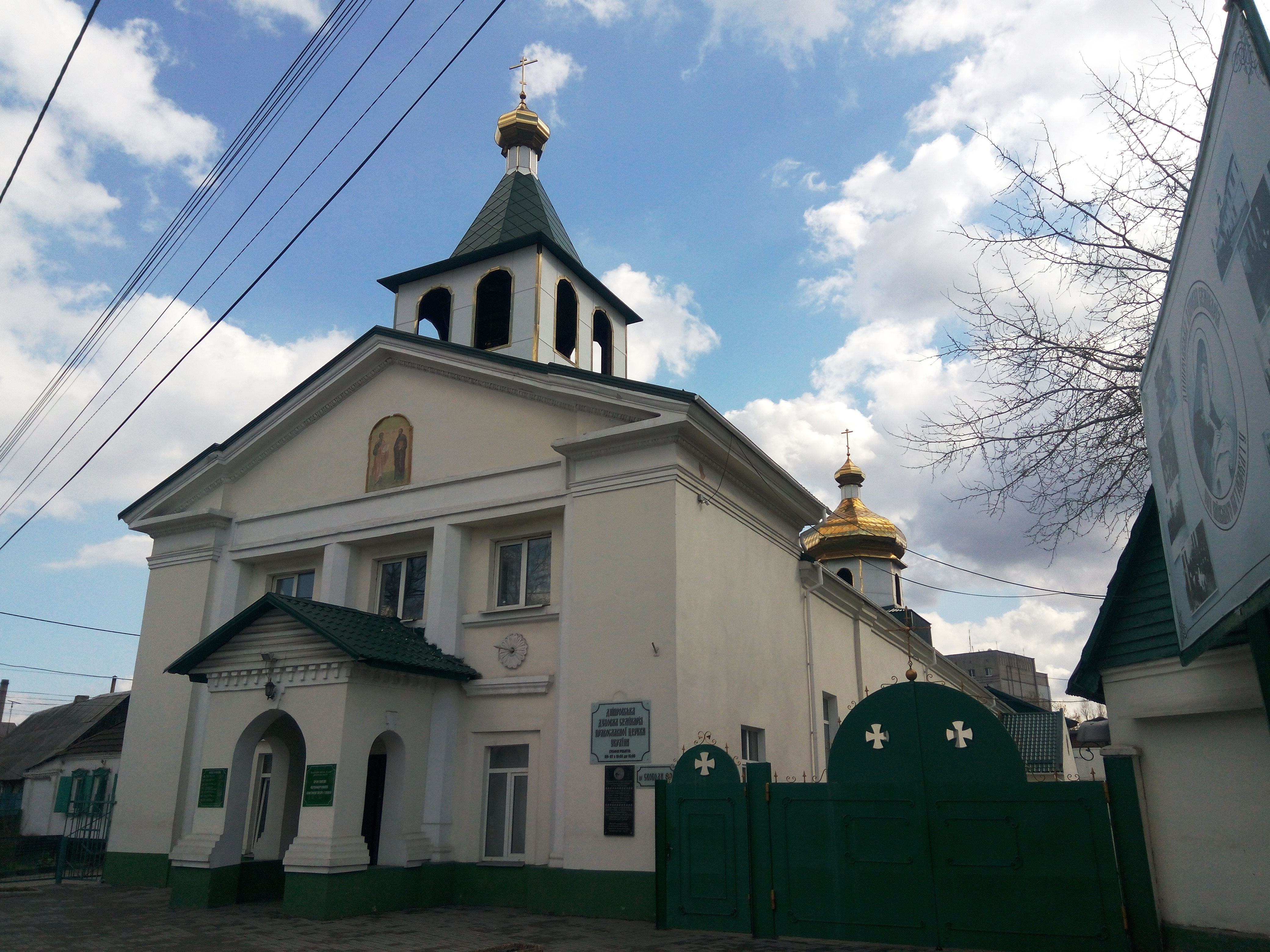
Дніпровська духовна семінарія ПЦУ